# Schoenlandella hymeniae
Schoenlandella hymeniae är en stekelart som först beskrevs av Fischer och Parshad 1968.  Schoenlandella hymeniae ingår i släktet Schoenlandella och familjen bracksteklar. Inga underarter finns listade i Catalogue of Life.